# Villaverde-Mogina
Villaverde-Mogina – gmina w Hiszpanii, w prowincji Burgos, w Kastylii i León, o powierzchni 13,55 km². W 2011 roku gmina liczyła 78 mieszkańców.